# Perla (heràldica)
En heràldica, una perla és una peça ordinària en forma de Y que resulta de la unió d'un xebró revessat i la meitat inferior del pal. Quan es representa a l'inrevés s'anomena perla revessada.

D'argent, una perla de gules
D'atzur, una perla revessada d'argent

Els perfils de la perla es poden trobar modificats, i llavors tenim una perla agusada, una perla bretessada, una perla engrelada, una perla ondada, etc.

D'argent, una perla agusada de sable
D'or, una perla revessada bretessada de sable
D'atzur, una perla engrelada d'argent
Escut de Ripoll, de sinople, amb una perla ondada d'argent

S'anomenen en perla les figures allargades que estan col·locades en la direcció pròpia de la perla i, per tant, també poden estar en perla revessada.

Escut d'atzur, tres caps de peix afrontats en perla
Escut d'Alàs i Cerc, amb un trifoli de roure en perla
Escut d'argent, tres corns de caça de sable en perla
Escut d'atzur, tres creixents adossats d'argent en perla revessada

Un escut pot estar també tercejat en perla (o tercejat en perla revessada) quan està dividit en tres parts mitjançant tres línies que formen una perla.

Escut tercejat en perla de gules, or i argent
Escut tercejat en perla revessada de gules, argent i sable